# Ag2r La Mondiale/Saison 2014
Dieser Artikel listet Erfolge und Fahrer des Radsportteams Ag2r La Mondiale in der Saison 2014 auf.

## Erfolge in der UCI World Tour
In der Saison 2014 gelangen dem Team nachstehende Erfolge in der UCI World Tour.
| Datum       | Rennen                    | Sieger               |
| ----------- | ------------------------- | -------------------- |
| 13. März    | 5. Etappe Paris–Nizza     | Carlos Betancur      |
| 14. März    | 6. Etappe Paris–Nizza     | Carlos Betancur      |
| 8.–16. März | Gesamtwertung Paris–Nizza | Carlos Betancur      |
| 12. Juli    | 8. Etappe Tour de France  | Blel Kadri           |
| 3. August   | 1. Etappe Tour de Pologne | Jauheni Hutarowitsch |

## Erfolge in der UCI Europe Tour
In der Saison 2014 gelangen dem Team nachstehende Erfolge in der UCI Europe Tour.
| Datum           | Rennen                                          | Kat. | Fahrer                 |
| --------------- | ----------------------------------------------- | ---- | ---------------------- |
| 16. Februar     | 5. Etappe Tour Méditerranéen                    | 2.1  | Jean-Christophe Péraud |
| 22. Februar     | 1. Etappe Tour du Haut-Var                      | 2.1  | Carlos Betancur        |
| 22.–23. Februar | Gesamtwertung Tour du Haut-Var                  | 2.1  | Carlos Betancur        |
| 2. März         | Valence Drome Classic                           | 1.1  | Romain Bardet          |
| 22. März        | Classic Loire Atlantique                        | 1.1  | Alexis Gougeard        |
| 29.–30. März    | Gesamtwertung Critérium International           | 2.HC | Jean-Christophe Péraud |
| 11. April       | 5. Etappe Circuit Cycliste Sarthe               | 2.1  | Axel Domont            |
| 4. Mai          | Grand Prix de la Somme                          | 1.1  | Jauheni Hutarowitsch   |
| 1. Juni         | Boucles de l’Aulne                              | 1.1  | Alexis Gougeard        |
| 29. Juni        | Belarussische Meisterschaft – Straßenrennen     | CN   | Jauheni Hutarowitsch   |
| 16. August      | 4. Etappe Burgos-Rundfahrt                      | 2.HC | Lloyd Mondory          |
| 28. September   | 2. Etappe Tour du Gévaudan Languedoc-Roussillon | 2.1  | Alexis Vuillermoz      |

## Abgänge – Zugänge
| Zugänge           | Team 2013          | Abgänge           | Team 2014                    |
| ----------------- | ------------------ | ----------------- | ---------------------------- |
| Patrick Gretsch   | Team Argos-Shimano | Walentin Iglinski | Astana Pro Team              |
| Maxime Daniel     | Sojasun            | John Gadret       | Movistar Team                |
| Alexis Vuillermoz | Sojasun            | Manuel Belletti   | Androni Giocattoli-Venezuela |
| Damien Gaudin     | Team Europcar      | Anthony Ravard    | Karriereende                 |
| Sébastien Turgot  | Team Europcar      |                   |                              |
| Alexis Gougeard   | Neoprofi           |                   |                              |

## Mannschaft
| Name                   | Geburtstag         | Nationalität |              |
| ---------------------- | ------------------ | ------------ | ------------ |
| Davide Appollonio      | 2. Juni 1989       | Italien      |              |
| Gediminas Bagdonas     | 26. Dezember 1985  | Litauen      |              |
| Romain Bardet          | 9. November 1990   | Frankreich   |              |
| Julien Bérard          | 27. Juli 1987      | Frankreich   |              |
| Carlos Betancur        | 13. Oktober 1989   | Kolumbien    |              |
| Guillaume Bonnafond    | 23. Juni 1987      | Frankreich   |              |
| Maxime Bouet           | 3. November 1986   | Frankreich   |              |
| Steve Chainel          | 6. September 1983  | Frankreich   |              |
| Mickaël Chérel         | 17. März 1986      | Frankreich   |              |
| Maxime Daniel          | 5. Juni 1991       | Frankreich   |              |
| Axel Domont            | 7. August 1990     | Frankreich   |              |
| Samuel Dumoulin        | 20. August 1980    | Frankreich   |              |
| Hubert Dupont          | 13. November 1980  | Frankreich   |              |
| Ben Gastauer           | 14. November 1987  | Luxemburg    |              |
| Damien Gaudin          | 20. August 1986    | Frankreich   |              |
| Alexis Gougeard        | 5. März 1993       | Frankreich   |              |
| Patrick Gretsch        | 7. April 1987      | Deutschland  |              |
| Hugo Houle             | 27. September 1990 | Kanada       |              |
| Jauheni Hutarowitsch   | 29. November 1983  | Belarus      |              |
| Blel Kadri             | 3. September 1986  | Frankreich   |              |
| Julian Kern            | 28. Dezember 1989  | Deutschland  |              |
| Sébastien Minard       | 12. Juni 1982      | Frankreich   |              |
| Lloyd Mondory          | 26. April 1982     | Frankreich   |              |
| Matteo Montaguti       | 6. Januar 1984     | Italien      |              |
| Rinaldo Nocentini      | 25. September 1977 | Italien      |              |
| Jean-Christophe Péraud | 22. Mai 1977       | Frankreich   |              |
| Domenico Pozzovivo     | 30. November 1982  | Italien      |              |
| Christophe Riblon      | 17. Januar 1981    | Frankreich   |              |
| Sébastien Turgot       | 11. April 1984     | Frankreich   |              |
| Alexis Vuillermoz      | 1. Juni 1988       | Frankreich   |              |
| Stagiaires             | Stagiaires         | Nationalität | Nationalität |
| François Bidard        | François Bidard    | Frankreich   |              |
| Nico Denz              | Nico Denz          | Deutschland  |              |
| Jimmy Raibaud          | Jimmy Raibaud      | Frankreich   |              |